# Zespół Fanconiego-Bickela
Zespół Fanconiego-Bickela, glikogenoza typu XI, GSD XI (ang. Fanconi-Bickel syndrome, FBS) – rzadka choroba genetyczna, dziedziczona w sposób autosomalny recesywny, spowodowana mutacją w obrębie genu kodującego białko błonowe transportujące glukozę – GLUT2.
Charakteryzuje się nadmiernym spichrzaniem glikogenu w wątrobie, zaburzeniami w obrębie proksymalnych cewek nerkowych i nieprawidłowym metabolizmem glukozy i galaktozy.
Choroba została po raz pierwszy opisana w 1949 roku przez Guido Fanconiego i Horsta Bickela.

## Patogeneza
Mutacja, będąca przyczyną choroby, dotyczy genu GLUT2 zlokalizowanego na chromosomie 3 w locus q26.1-3.

## Objawy
- ciężka tubulopatia
- krzywica hipofosfatemiczna
- kwasica mleczanowa
- hepatomegalia
- zahamowanie wzrostu

Rozwój psychiczny nie jest zaburzony.